# José Antonio Gallardo
José Antonio Gallardo Marín (Torremolinos, 31 de dezembro de 1961 – Málaga, 15 de janeiro de 1987) foi um futebolista espanhol que jogava como goleiro.

## Carreira
Nascido em Torremolinos, Gallardo profissionalizou-se em 1979, aos 17 anos de idade, pelo Atlético Malagueño (time B do Málaga CF), onde permaneceria durante 5 temporadas e em 1984, foi para o CD Málaga. Pelos Boquerones, o goleiro fez sua estreia como titular em setembro, contra a Real Sociedad.
Em 3 temporadas (todas como reserva de Fernando, no clube desde 1980), foram apenas 21 jogos disputados.

## Morte
Na derrota do CD Málaga por 3 a 2 para o Celta de Vigo, realizado em dezembro de 1986, Gallardo se envolveu num choque com o brasileiro Baltazar, e foi levado para um hospital. O goleiro permaneceu durante 3 horas em tratamento e, apesar de ter sofrido uma paralisia facial e ter perdido a memória, seu quadro clínico evoluía bem. Porém, em janeiro de 1987, teve uma recaída após o almoço e foi para um centro médico local, sendo posteriormente transferido para o hospital Carlos Haya, em Málaga
Tendo entrado em coma pouco depois, Gallardo sofreu uma hemorragia cerebral que começara no lobo temporal esquerdo e se espalhou por três quartos de seu cérebro. Faleceu em 15 de janeiro, aos 25 anos. Em homenagem, o jornal Marca entregou o Troféu Zamora de melhor goleiro da segunda divisão espanhola em 1986–87.

## Títulos

### Individuais
- Troféu Zamora (melhor goleiro da Segunda Divisão espanhola): 1986–87 (póstumo)